# Pascal Lissouba

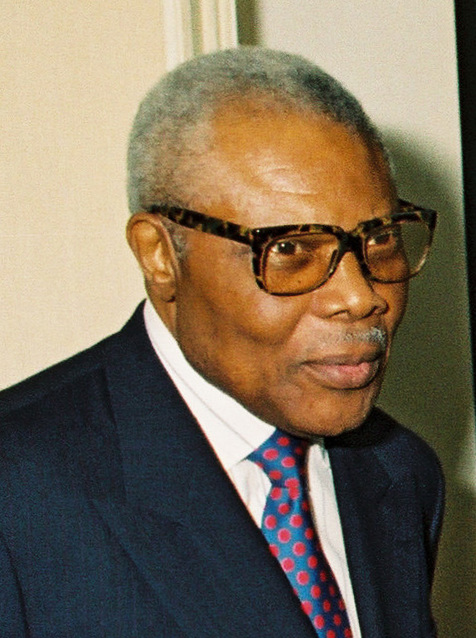
Pascal Lissouba (1995)

Pascal Lissouba (* 15. November 1931 in Tsinguidi; † 24. August 2020 in Perpignan, Frankreich) war von 1992 bis 1997 Präsident der Republik Kongo.

## Frühe Jahre
Lissouba stammt aus dem Südwesten der damaligen französischen Kolonie und gehört zur Volksgruppe der Banzabi. Von 1948 bis 1952 besuchte er das Lycée Félix Faure in Nizza und danach die Hochschule für Landwirtschaft in Tunis sowie von 1958 bis 1961 die Sorbonne in Paris.

## Politische Laufbahn
Nach seiner Rückkehr in den seit 1960 unabhängigen Kongo arbeitete er für das Landwirtschaftsministerium und wurde 1963 Landwirtschaftsminister. Am 24. Dezember 1963 wurde er Premierminister unter dem neuen Präsidenten Alphonse Massemba-Débat, der im August die Nachfolge des durch einen Putsch gestürzten ersten Präsidenten Fulbert Youlou angetreten hatte. In dieser Zeit begann die Republik Kongo einen sozialistischen Kurs einzuschlagen. Seine Amtszeit als Regierungschef endete am 15. April 1966. Er gehörte weiter der Regierung an, auch nachdem Massemba-Débat 1968 gestürzt und durch Marien Ngouabi ersetzt wurde.
In den Jahren 1969 bis 1971 war ihm jegliche politische Betätigung untersagt, aber 1973 wurde er Mitglied des Zentralkomitees der Einheitspartei Parti Congolais du Travail (PCT). Im selben Jahr wurde er wegen angeblicher Verwicklung in einen gescheiterten Putsch zeitweise inhaftiert. Nach der Ermordung Ngouabis am 18. März 1977 geriet auch er unter Verdacht einer Beteiligung und er wurde zu lebenslanger Haft verurteilt. Der ebenfalls beschuldigte Massemba-Débat wurde hingerichtet.
Die lebenslange Haftstrafe endete nach rund zwei Jahren. Nach seiner Entlassung ging er nach Frankreich ins Exil. Er wurde Professor an seiner alten Universität in Paris und war für die UNESCO in Paris und Nairobi tätig.

## Präsident
Nach der langen Phase als Einparteienstaat, zuletzt unter dem seit 1979 regierenden Präsidenten Denis Sassou-Nguesso, wurden 1990 weitere Parteien legalisiert. Lissouba kehrte 1991 zurück und wurde Vorsitzender der Mitte-links-Partei Union panafricaine pour la démocratie sociale (UPADS).
1992 bewarb er sich als deren Kandidat um die Nachfolge Sassou-Nguessos. Im ersten Wahlgang am 8. August 1992 lag er mit 35,89 % der Stimmen an erster Stelle. Am 16. August 1992 siegte er mit 61,32 % über den verbliebenen Kandidaten Bernard Kolélas und trat am 31. August 1992 sein Amt an. Bei den Parlamentswahlen am 2. und 6. Mai 1992 erreichte seine UPADS alleine 47 der 125 Sitze, die ihn unterstützende Koalition 65. Die unterlegene Opposition warf der Regierung Wahlfälschung vor. Seit seinem Amtsantritt war es öfters zu blutigen Auseinandersetzungen zwischen Anhängern der verschiedenen Parteien gekommen. Durch die Vermittlung Gabuns und der Organisation für Afrikanische Einheit konnte ein Bürgerkrieg verhindert werden, bis Anfang 1995 kam es weiterhin zu sporadischen Kämpfen.
Kurz vor Ende seiner Amtszeit war Lissouba im Mai 1997 kurzzeitig Gastgeber für seinen gerade gestürzten Amtskollegen aus der benachbarten Demokratischen Republik Kongo, Mobutu Sese Seko, der auf seinem Weg ins Exil in Pointe-Noire Station machte. Im Frühjahr 1997 kehrte Ex-Präsident Sassou-Nguesso aus seinem Exil in Frankreich mit der Absicht zurück, wieder bei Präsidentschaftswahlen anzutreten. Als die Armee auf Anweisung Lissoubas am 5. Juni 1997 Sassou-Nguessos Haus umstellte, kam es zu Kämpfen mit dessen Milizionären. Die Kämpfe, bei denen Sassou-Nguesso von Angola militärisch unterstützt wurde, endeten mit Lissoubas Sturz am 15. Oktober 1997. Zehn Tage später wurde Sassou-Nguesso zum neuen Präsidenten erklärt und regiert seitdem. Der Bürgerkrieg soll zwischen Mai und Oktober bis zu 10.000 Todesopfer gefordert haben. Anhänger Lissoubas leisteten noch eine Zeit lang Widerstand, 1999 wurden sie von Sassou-Nguesso amnestiert.

## Erneutes Exil
Lissouba floh aus dem Land und ging diesmal nach London. Für seinen Sturz machte er auch Frankreich und den Konzern Elf Aquitaine verantwortlich, denen er die Unterstützung Sassou-Nguessos vorwarf. Zunächst wollte er an den Präsidentschaftswahlen 2002 teilnehmen. Ein im Dezember 2001 in Brazzaville in seiner Abwesenheit eröffnetes Verfahren wegen Hochverrat und Unterschlagung veranlasste ihn, im Exil zu bleiben. Das Gericht verurteilte ihn zu dreißig Jahren Haft. Der Korruptionsvorwurf bezog sich auf ein Geschäft mit dem amerikanischen Ölkonzern Occidental Petroleum im Jahr 1993. Lissouba wurde 2001 in Abwesenheit von einem Gericht in Brazzaville der Korruption für schuldig befunden und zu 30 Jahren Zwangsarbeit verurteilt. Die 150 Millionen US-Dollar aus dem Deal mit der US-Ölfirma tauchten 2013 im Rahmen der Aufdeckung des Gladio-Skandals in Luxemburg wieder auf. Im Herbst 2004 verließ er London und zog nach Paris ins 17. Arrondissement. Er litt an Alzheimer und starb am 24. August 2020 im Alter von 88 Jahren in Perpignan.